# Apotropina pruinosa
Apotropina pruinosa är en tvåvingeart som först beskrevs av Thomson 1869.  Apotropina pruinosa ingår i släktet Apotropina och familjen fritflugor. Inga underarter finns listade i Catalogue of Life.